# RoboTuna

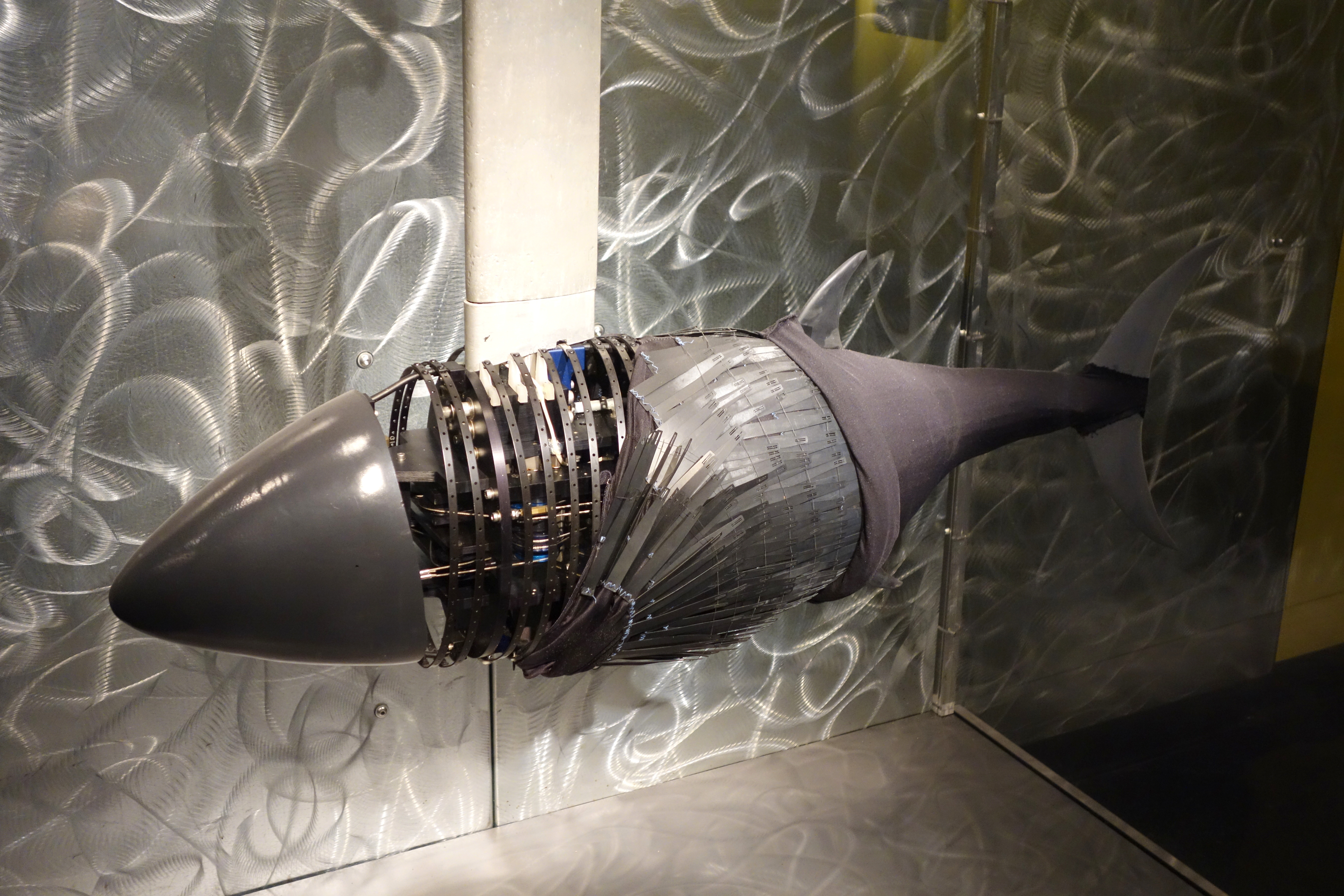

Le RoboTuna est un robot de recherche destiné à étudier la manière dont les poissons se déplacent. 
La première version du robot fut construite par le MIT en 1995.